# جميلة الثمر صفصافية الأوراق
جميلة الثمر صفصافية الأوراق (الاسم العلمي:Callicarpa salicifolia) هي نوع من النباتات تتبع جنس جميلة الثمر من الفصيلة الشفوية. تم وصف هذا النوع من النبات علمياً لأول مرة من قبل شيان باي سنة 1906. وسمي هذا النوع نظراً لتشابه أوراقه مع نبات الصفصاف.

## التوزيع
يتواجد هذا النبات في الصين.